# Hamelincourt
Hamelincourt est une commune française située dans le département du Pas-de-Calais en région Hauts-de-France. Ses habitants sont appelés les Hamelincourtois.
La commune fait partie de la communauté de communes du Sud-Artois qui regroupe 64 communes et compte 27 059 habitants en 2021.

## Géographie

### Localisation
Localisée dans l'extrême sud-est du département du Pas-de-Calais, Hamelincourt est une commune située, à vol d'oiseau, à 11 km au sud de la commune d’Arras (aire d'attraction, chef-lieu d'arrondissement et préfecture du Pas-de-Calais).
Le territoire de la commune est limitrophe de ceux de six communes.
Les communes limitrophes sont  Boisleux-Saint-Marc, Boisleux-au-Mont, Boyelles, Courcelles-le-Comte, Ervillers et Moyenneville.

### Géologie et relief
La superficie de la commune est de 6,64 km2 ; son altitude varie de 78  à   117 mètres.

### Hydrographie
La commune est située dans le bassin Artois-Picardie. Elle n'est drainée par aucun cours d'eau,.

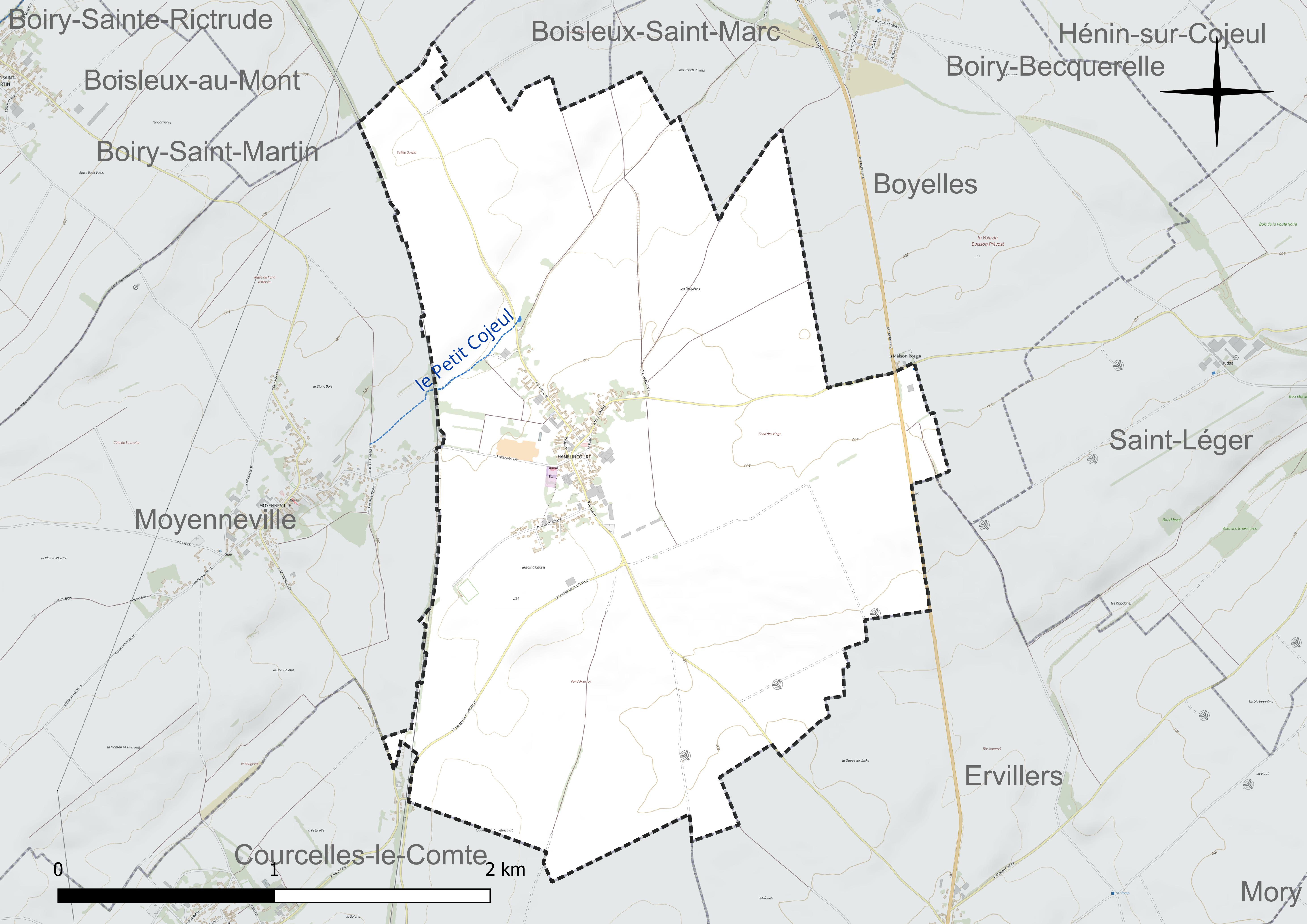
Réseau hydrographique d'Hamelincourt.

### Climat
Pour des articles plus généraux, voir Climat des Hauts-de-France et Climat du Pas-de-Calais.
En 2010, le climat de la commune est de type climat océanique dégradé des plaines du Centre et du Nord, selon une étude du CNRS s'appuyant sur une série de données couvrant la période 1971-2000. En 2020, Météo-France publie une typologie des climats de la France métropolitaine dans laquelle la commune est exposée à un climat océanique et est dans la région climatique Nord-est du bassin Parisien, caractérisée par un ensoleillement médiocre, une pluviométrie moyenne régulièrement répartie au cours de l'année et un hiver froid (3 °C).
Pour la période 1971-2000, la température annuelle moyenne est de 10 °C, avec une amplitude thermique annuelle de 14,6 °C. Le cumul annuel moyen de précipitations est de 755 mm, avec 11,7 jours de précipitations en janvier et 8,9 jours en juillet. Pour la période 1991-2020, la température moyenne annuelle observée sur la station météorologique la plus proche, située sur la commune de Wancourt à 9 km à vol d'oiseau, est de 10,8 °C et le cumul annuel moyen de précipitations est de 711,4 mm,. Pour l'avenir, les paramètres climatiques de la commune estimés pour 2050 selon différents scénarios d'émission de gaz à effet de serre sont consultables sur un site dédié publié par Météo-France en novembre 2022.

### Paysages
Pour un article plus général, voir Paysage en France.
La commune est située dans le paysage régional des grands plateaux artésiens et cambrésiens tel que défini dans l'atlas des paysages de la région Nord-Pas-de-Calais, conçu par la direction régionale de l'Environnement, de l'Aménagement et du Logement (DREAL),. Ce paysage régional, qui concerne 238 communes, est dominé par les « grandes cultures » de céréales et de betteraves industrielles qui représentent 70 % de la surface agricole utilisée (SAU).

#### Espèces faunistiques et floristiques
Le site de l'Inventaire national du patrimoine naturel (INPN) recense plusieurs espèces faunistiques et floristiques sur le territoire de la commune dont certaines sont protégées et d'autres menacées et quasi-menacées.

## Urbanisme

### Typologie
Au 1er janvier 2024, Hamelincourt est catégorisée commune rurale à habitat dispersé, selon la nouvelle grille communale de densité à sept niveaux définie par l'Insee en 2022.
Elle est située hors unité urbaine. Par ailleurs la commune fait partie de l'aire d'attraction d'Arras, dont elle est une commune de la couronne,. Cette aire, qui regroupe 163 communes, est catégorisée dans les aires de 50 000 à moins de 200 000 habitants,.

### Occupation des sols
L'occupation des sols de la commune, telle qu'elle ressort de la base de données européenne d'occupation biophysique des sols Corine Land Cover (CLC), est marquée par l'importance des territoires agricoles (95,2 % en 2018), en diminution par rapport à 1990 (96,2 %). La répartition détaillée en 2018 est la suivante : 
terres arables (95,2 %), zones urbanisées (4,8 %). L'évolution de l'occupation des sols de la commune et de ses infrastructures peut être observée sur les différentes représentations cartographiques du territoire : la carte de Cassini (XVIIIe siècle), la carte d'état-major (1820-1866) et les cartes ou photos aériennes de l'IGN pour la période actuelle (1950 à aujourd'hui).

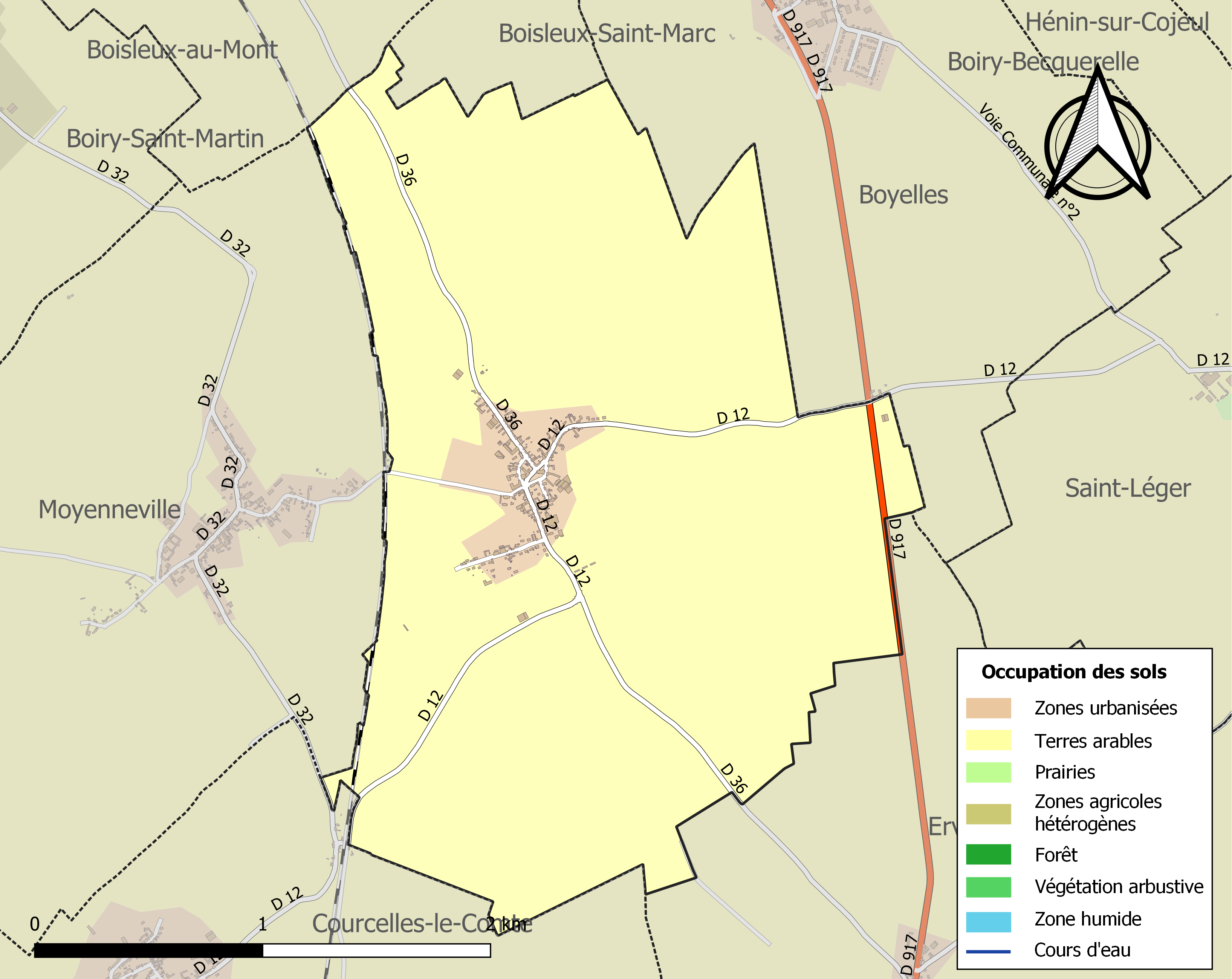
Carte des infrastructures et de l'occupation des sols de la commune en 2018 (CLC).

### Voies de communication et transports

#### Voies de communication
La commune est desservie par les routes départementales D 12 et D 36 et par la D 917 qui relie Arras et Bapaume.

#### Transports
La commune se trouve à 4 km au sud de la gare de Boisleux, située sur la ligne de Paris-Nord à Lille, desservie par des trains régionaux du réseau TER Hauts-de-France.

## Toponymie
Le nom de la localité est attesté sous les formes Hamelencurt en 1090 ; Hamellincurt en 1106 ; Hamelainecourt, Hameleinecurt en 1150 ; Amelani curtis vers 1154 ; Hamelincurtis de 1154 à 1159 ; Hamelincort de 1157 à 1168 ; Hamelancurt, Hamalaincurt en 1159 ; Hamelencourt en 1160 ; Hamelaincurtis en 1209 ; Hameleincort en 1218 ; Hamelaincourt en 1242 ; Hamlaincourt au XIIIe siècle ; Hameleincourt, Hamelaincourt en 1328 ; Amleincourt au XVIIIe siècle; Hamelincourt en 1793 et depuis 1801.

## Histoire

### Première Guerre mondiale
La commune est décorée de la croix de guerre 1914-1918 par décret du 23 septembre 1920, distinction également attribuée à 276 autres communes du Pas-de-Calais.

## Politique et administration

### Découpage territorial
La commune se trouve dans l'arrondissement d'Arras du département du Pas-de-Calais, depuis 1801..

#### Commune et intercommunalités
La commune était membre de la communauté de communes du sud Arrageois créée en 1992.
Dans le cadre de la réforme des collectivités territoriales françaises, cette intercommunalité est dissoute et certaines de ses communes rattachées à la communauté urbaine d'Arras, les 14 autres ont fusionné avec la communauté de communes de la région de Bapaume et la communauté de communes du canton de Bertincourt, formant ainsi le 1er janvier 2013 la nouvelle communauté de communes du Sud-Artois, dont la commune est désormais membre.

#### Circonscriptions administratives
La commune faisait partie depuis 1793 du canton de Croisilles. Dans le cadre du redécoupage cantonal de 2014 en France, elle intègre le canton de Bapaume.

#### Circonscriptions électorales
Pour l'élection des députés, la commune fait partie depuis 1986 de la première circonscription du Pas-de-Calais.

### Élections municipales et communautaires

#### Liste des maires
| Période                                  | Période                    | Identité              | Étiquette | Qualité |
| ---------------------------------------- | -------------------------- | --------------------- | --------- | --- |
| Les données manquantes sont à compléter. |                            |                       |           | |
| 1971                                     | 1989                       | Philippe Decouvelaere |           | |
| 1989                                     | 1995                       | Claude Cauwet         |           | |
| 1995                                     | mars 2008                  | Lucien Hocq           | DVG       | |
| mars 2008                                | juillet 2017               | Bruno Duvergé,        | MoDem     | Cadre Conseiller général de Croisilles (2008 → 2015) Conseiller départemental de Bapaume (2015 → ) Vice-président de la CC du Sud-Artois (2014 → 2017) Député du Pas-de-Calais (2017 → ) Démissionnaire à la suite de son élection de député |
| juillet 2017                             | 2020                       | Louis de le Vallée    |           | Agriculteur |
| 23 mai 2020                              | En cours (au 17 mars 2022) | Denis Bizart          |           | Ancien agriculteur exploitant, |

## Équipements et services publics

### Enseignement
La commune est située dans l'académie de Lille et dépend, pour les vacances scolaires, de la zone B.
Elle administre une école élémentaire en regroupement pédagogique intercommunal (RPI 22).

### Justice, sécurité, secours et défense
La commune dépend du tribunal judiciaire d'Arras, du conseil de prud'hommes d'Arras, de la cour d'appel de Douai, du tribunal de commerce d'Arras, du tribunal administratif de Lille, de la cour administrative d'appel de Douai, du pôle nationalité du tribunal judiciaire d'Arras et du tribunal pour enfants d'Arras.

## Population et société

### Démographie
Les habitants de la commune sont appelés les Hamelincourtois.

#### Évolution démographique
L'évolution du nombre d'habitants est connue à travers les recensements de la population effectués dans la commune depuis 1793. Pour les communes de moins de 10 000 habitants, une enquête de recensement portant sur toute la population est réalisée tous les cinq ans, les populations de référence des années intermédiaires étant quant à elles estimées par interpolation ou extrapolation. Pour la commune, le premier recensement exhaustif entrant dans le cadre du nouveau dispositif a été réalisé en 2005.

En 2022, la commune comptait 262 habitants, en évolution de +2,34 % par rapport à 2016 (Pas-de-Calais : −0,72 %, France hors Mayotte : +2,11 %).
| 1793 | 1800 | 1806 | 1821 | 1831 | 1836 | 1841 | 1846 | 1851 |
| ---- | ---- | ---- | ---- | ---- | ---- | ---- | ---- | ---- |
| 335  | 369  | 369  | 432  | 476  | 488  | 495  | 510  | 497  |

| 1856 | 1861 | 1866 | 1872 | 1876 | 1881 | 1886 | 1891 | 1896 |
| ---- | ---- | ---- | ---- | ---- | ---- | ---- | ---- | ---- |
| 500  | 500  | 526  | 510  | 507  | 469  | 476  | 432  | 425  |

| 1901 | 1906 | 1911 | 1921 | 1926 | 1931 | 1936 | 1946 | 1954 |
| ---- | ---- | ---- | ---- | ---- | ---- | ---- | ---- | ---- |
| 409  | 398  | 369  | 263  | 313  | 299  | 317  | 316  | 321  |

| 1962 | 1968 | 1975 | 1982 | 1990 | 1999 | 2005 | 2006 | 2010 |
| ---- | ---- | ---- | ---- | ---- | ---- | ---- | ---- | ---- |
| 257  | 251  | 215  | 210  | 198  | 249  | 263  | 264  | 261  |

| 2015 | 2020 | 2022 | - | - | - | - | - | - |
| ---- | ---- | ---- | - | - | - | - | - | - |
| 259  | 267  | 262  | - | - | - | - | - | - |

#### Pyramide des âges
En 2018, le taux de personnes d'un âge inférieur à 30 ans s'élève à 33,0 %, soit en dessous de la moyenne départementale (36,7 %). De même, le taux de personnes d'âge supérieur à 60 ans est de 18,4 % la même année, alors qu'il est de 24,9 % au niveau départemental.
En 2018, la commune comptait 132 hommes pour 127 femmes, soit un taux de 50,97 % d'hommes, largement supérieur au taux départemental (48,50 %).
Les pyramides des âges de la commune et du département s'établissent comme suit.
| Hommes | Classe d’âge | Femmes |
| ------ | ------------ | ------ |
| 0,0    | 90 ou +      | 0,0    |
| 4,4    | 75-89 ans    | 4,6    |
| 13,2   | 60-74 ans    | 14,5   |
| 25,7   | 45-59 ans    | 24,4   |
| 24,3   | 30-44 ans    | 22,9   |
| 14,0   | 15-29 ans    | 12,2   |
| 18,4   | 0-14 ans     | 21,4   |

| Hommes | Classe d’âge | Femmes |
| ------ | ------------ | ------ |
| 0,5    | 90 ou +      | 1,6    |
| 5,6    | 75-89 ans    | 8,9    |
| 16,7   | 60-74 ans    | 18,1   |
| 20,2   | 45-59 ans    | 19,2   |
| 18,9   | 30-44 ans    | 18,1   |
| 18,2   | 15-29 ans    | 16,2   |
| 19,9   | 0-14 ans     | 17,9   |

## Culture locale et patrimoine

### Lieux et monuments
- L'église Saint-Vaast, reconstruite après la Première Guerre mondiale[39]. Elle héberge 2 éléments patrimoniaux, répertoriés dans la base Palissy, classés ou inscrits au titre d'objet des monuments historiques, dont un est classé[40].
- Le monument aux morts[41].

### Personnalités liées à la commune
- Auguste Casorti (d) (1812-1908), compositeur et violoniste, domicilié et mort dans la commune.

### Héraldique, logotype et devise
| Blason de Hamelincourt | Blason  | Écartelé: aux 1er et 4e de gueules à l'écusson d'or chargé d'une croix ancrée de gueules, aux 2e et 3e d'azur à la fasce d'or. Ornements extérieursCroix de guerre 1914-1918 |
| Blason de Hamelincourt | Détails | Le statut officiel du blason reste à déterminer. |

## Pour approfondir